# 曼努埃尔·罗德里格斯爱国阵线

曼努埃尔·罗德里格斯爱国阵线的旗帜

曼努埃尔·罗德里格斯爱国阵线（西班牙語：Frente Patriótico Manuel Rodríguez，缩写为FPMR）是智利的一个已不存在的极左翼游击队组织，得名于“智利国父”之一曼努埃尔·罗德里格斯·埃尔多萨。1983年12月14日，该组织作为智利共产党的准军事组织创建，目的是使用暴力推翻奥古斯托·皮诺切特的军事独裁统治。1986年9月7日，该组织暗杀皮诺切特未遂；当时，该组织约有1500—4000名成员。1987年，该组织脱离智利共产党。1990年3月皮诺切特下台后，该组织基本停止武装活动。1999年，该组织解散。此后，其成员以政治组织“曼努埃尔·罗德里格斯爱国运动”的名义从事合法的政治活动。2003年，曼努埃尔·罗德里格斯爱国运动举行第一次全国代表大会。